# Disney Jr. (Espagne)
Disney Jr. est une chaîne de télévision espagnole appartenant au Disney-ABC Television Group. Elle est la déclinaison espagnole de Disney Jr., lancée dans de nombreux pays dans le monde.
Le 18 juillet 2011, la chaîne devient disponible sur la plateforme de téléphonie mobile Digital+ móvil.

## Diffusion
- Animal Mechanicals (June 11, 2011-present)
- Art Attack (June 11, 2011-present)
- Back at the Barnyard (June 11, 2011-present)
- Bear in the Big Blue House (June 11, 2011-present)
- Bluey (October 28, 2019-present)
- Bunnytown (June 11, 2011-present)
- Calimero (April 27, 2014-present)
- Cars Toons: Mater's Tall Tales
- Chip 'N Dale's Nutty Tales
- Claude
- Connie the Cow (June 11, 2011-present)
- Disney Junior Music Nursery Rhymes
- Disney Junior Ready for Preschool
- Disney Tsum Tsum (October 2, 2014-present)
- DJ Melodies
- Doc McStuffins (April 1, 2012-present)
- The Doc Files
- Elena of Avalor
- Fancy Nancy
- Gigantosaurus (February 11, 2019-present)
- Goldie and Bear (October 27, 2015-present)
- Henry Hugglemonster (March 31, 2013-present)
- Handy Manny (June 11, 2011-present)
- It's UnBungalievable
- Jungle Junction (June 11, 2011-present
- Jake and the Neverland Pirates (June 11, 2011-present)
- Regular Show (June 11, 2011-present)
- Lights, Camera, Lexi!
- The Lion Guard (March 1, 2016-present)
- Little Einsteins (June 11, 2011-present)
- Little Red Tractor
- Fred and Fiona (June 11, 2011-present)
- Mickey and the Roadster Racers (March 1, 2017-present)
- Mickey Mouse Mixed-Up Adventures
- Mickey Mouse Hot Diggity Dog Tales
- Mickey Mouse Clubhouse (June 11, 2011-present)
- Marvel Super Hero Adventures
- Miles from Tomorrowland (April 1, 2015-present)
- Mission Force One
- Mini Adventures of Winnie the Pooh
- Minnie's Bow-Toons
- Mira, Royal Detective
- Saari (June 11, 2011-present)
- Mouk (January 8, 2012-present)
- Muppet Babies
- Muppet Babies: Show and Tell
- Nina Needs to Go!
- Clanners (June 11, 2011-present)
- Octonauts (April 1, 2012-present)
- Paprika (August 1, 2018-present)
- PJ Masks
- PJ Masks Music Video
- PJ Masks Shorts
- Postman Pat
- Puppy Dog Pals (January 8, 2018-present)
- Sheriff Callie's Wild West (May 19, 2014-present)
- Special Agent Oso (June 11, 2011-present)
- Sofia the First (February 1, 2013-present)
- T.O.T.S. (August 2, 2019-present)
- The Jungle Book
- The Chicken Squad
- The Rocketeer
- Trulli Tales (December 11, 2017-present)
- Vampirina (October 2, 2017-present)
- Zou (August 26, 2012-present)